# Karpatiosorbus hybrida
Espèce
Classification phylogénétique
Synonymes
- Aria decipiens (Bechst.) M.Roem.[2]
- Aria rotundifolia M.Roem.[2]
- Azarolus hybrida Borkh.[2]
- Crataegus hybrida Bechst. (basionyme)[2].
- Pyrus decipiens Bechst.[2]
- Sorbus acutisecta Reuther & O.Schwarz[2]
- Sorbus decipiens (Bechst.) G.Kirchn.[2]
- Sorbus hardeggensis Kovanda[2]
- Sorbus heilingensis Düll[2]
- Sorbus isenacensis Reuther[2]
- Sorbus multicrenata Bornm. ex Dull[2]
- Sorbus parumlobata (Irmisch) Petz. & Kirchn.[3]
- Sorbus rotundifolia (M.Roem.) Hedl.[2]
- Sorbus sarcocarpa Gand.[2]
- Sorbus subcordata Bornm. ex Dull[2]
- Sorbus ×tomentella Gand.[2]
- Sorbus ×vagensis Wilmott[2]

Karpatiosorbus hybrida est une espèce de plantes à fleurs du genre Karpatiosorbus de la famille des Rosaceae.